# 歐洲網絡犯罪中心

歐洲網絡犯罪中心標誌

歐洲網絡犯罪中心（英語：European Cybercrime Centre，簡稱EC3）是歐洲刑警組織的子組織。
EC3的總部，與歐洲刑警組織的總部同樣設於荷蘭海牙。
EC3 集中應對以下類別的電腦罪行：
- 藉各種電腦、網絡平台犯下的罪案；
- 兒童色情；
- 交易騙案。

EC3亦處理暗網以及相似類型的網絡上的罪案。

## 往績
2015年，聯合各國國家的機構，取締網絡論壇 dark0de 。 （页面存档备份，存于）
2022年1月，聯合10個國家的執法或偵查機構，以及 Eurojust ，將向不法組織提供VPN服務的 VPNLab.net 取締。 （页面存档备份，存于）
2022年4月，聯合6個國家的執法或偵查機構，以及同屬歐盟刑警組織的 Joint Cybercrime Action Taskforce （J-CAT），取締互聯網上其中一個龐大的駭客討論區 RaidForums 。 （页面存档备份，存于）  （页面存档备份，存于）
2022年6月，聯合11個國家的執法或偵查機構，將安卓平台的間諜軟件 FluBot 的基地搗破。 （页面存档备份，存于）

## 外部連結
- 官方網站 （页面存档备份，存于）